# 佐洛奇夫 (利維夫州)
佐洛奇夫（羅馬化：Zolochiv）是乌克兰西部利沃夫州佐洛奇夫区佐洛奇夫市镇的城市，为该区及该市镇的行政中心。该市面积11.64平方公里，海拔高度276米，2022年人口数量为23,912人。

## 著名景点
- 佐洛奇夫城堡：始建于15世纪，原为波兰索别斯基家族的住所。

## 友好城市
- 德国 舍宁根（1996年）
- 波蘭 奧瓦瓦（2002年）
- 乌克兰 斯卡多夫斯克（2017年）

## 图集

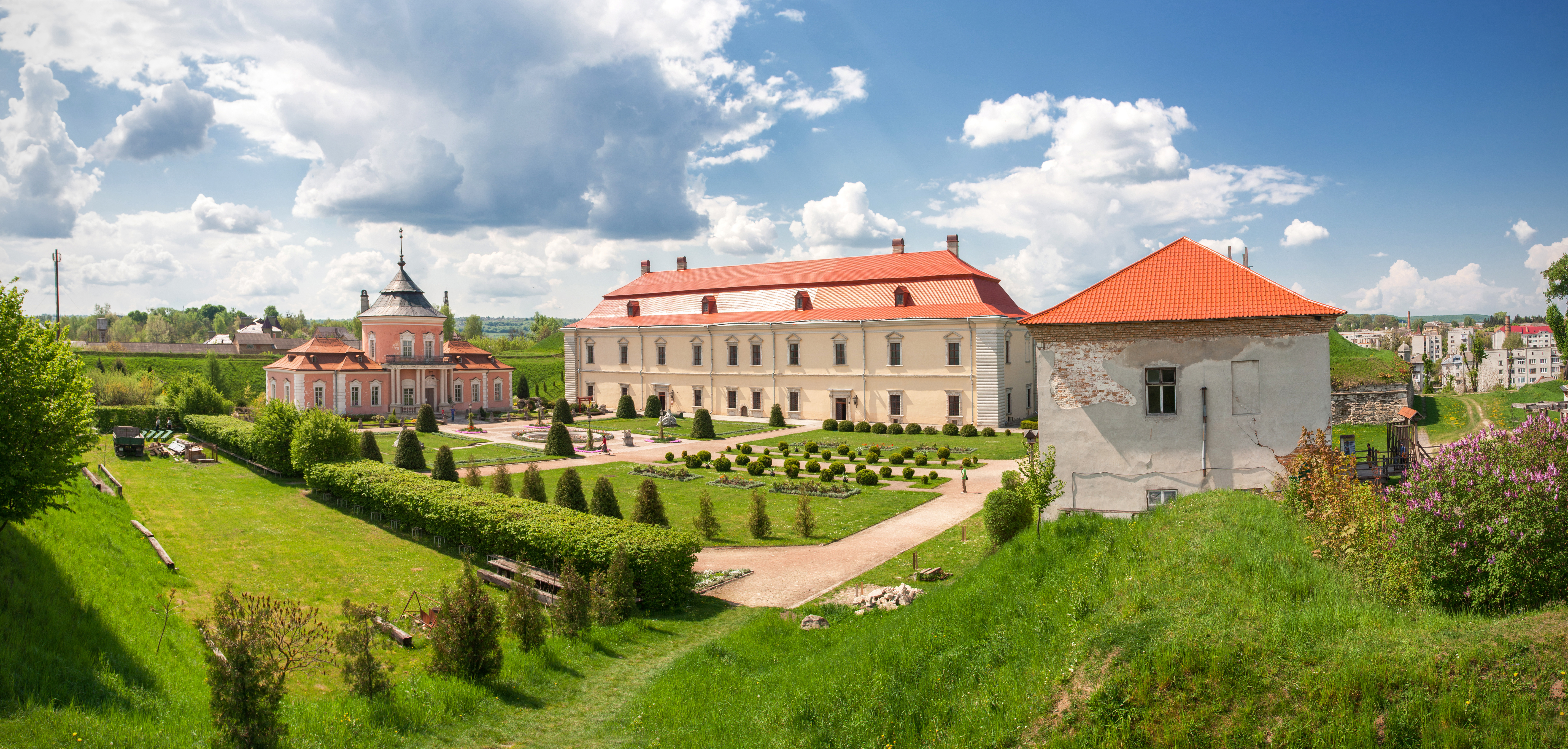
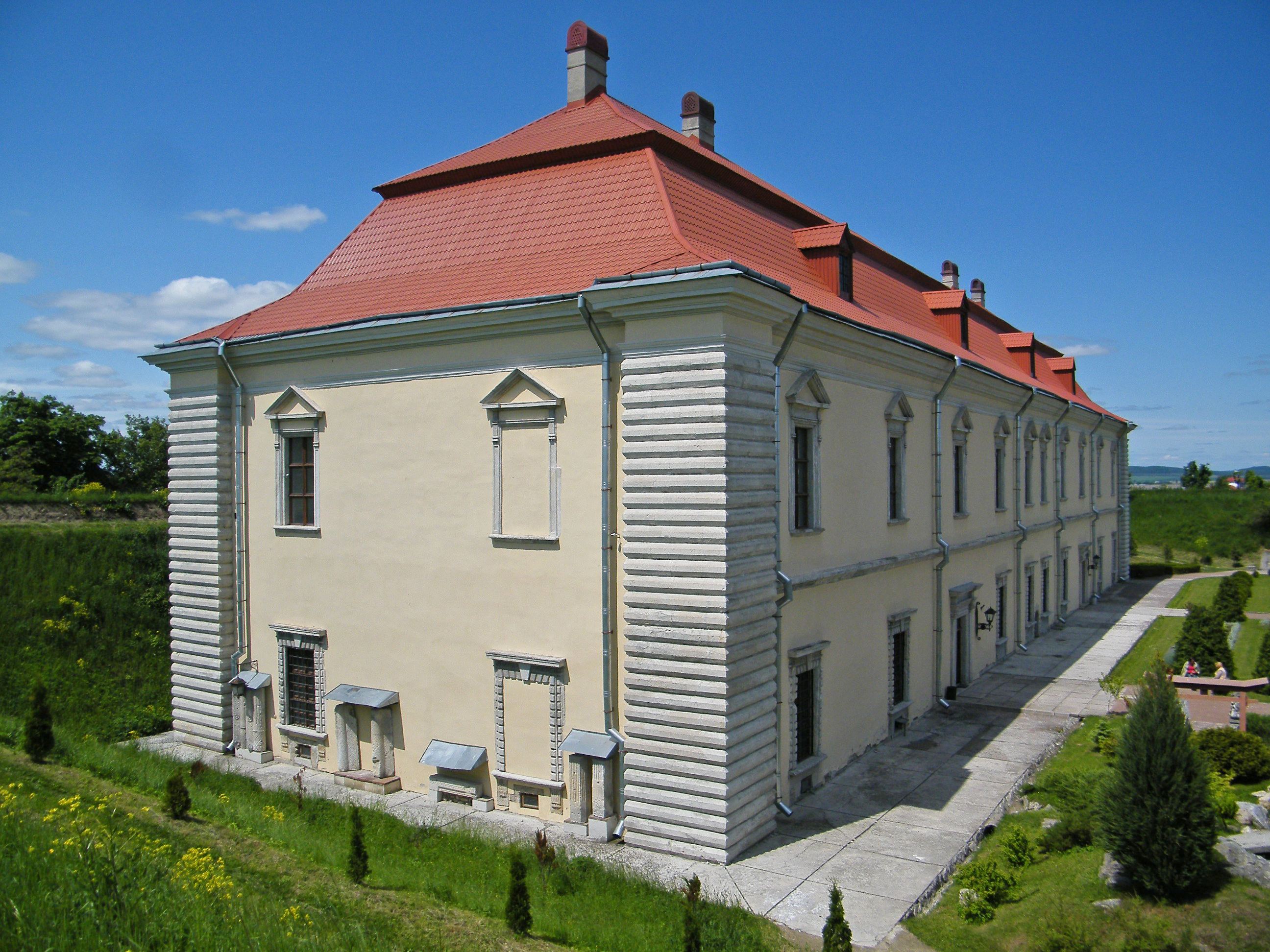
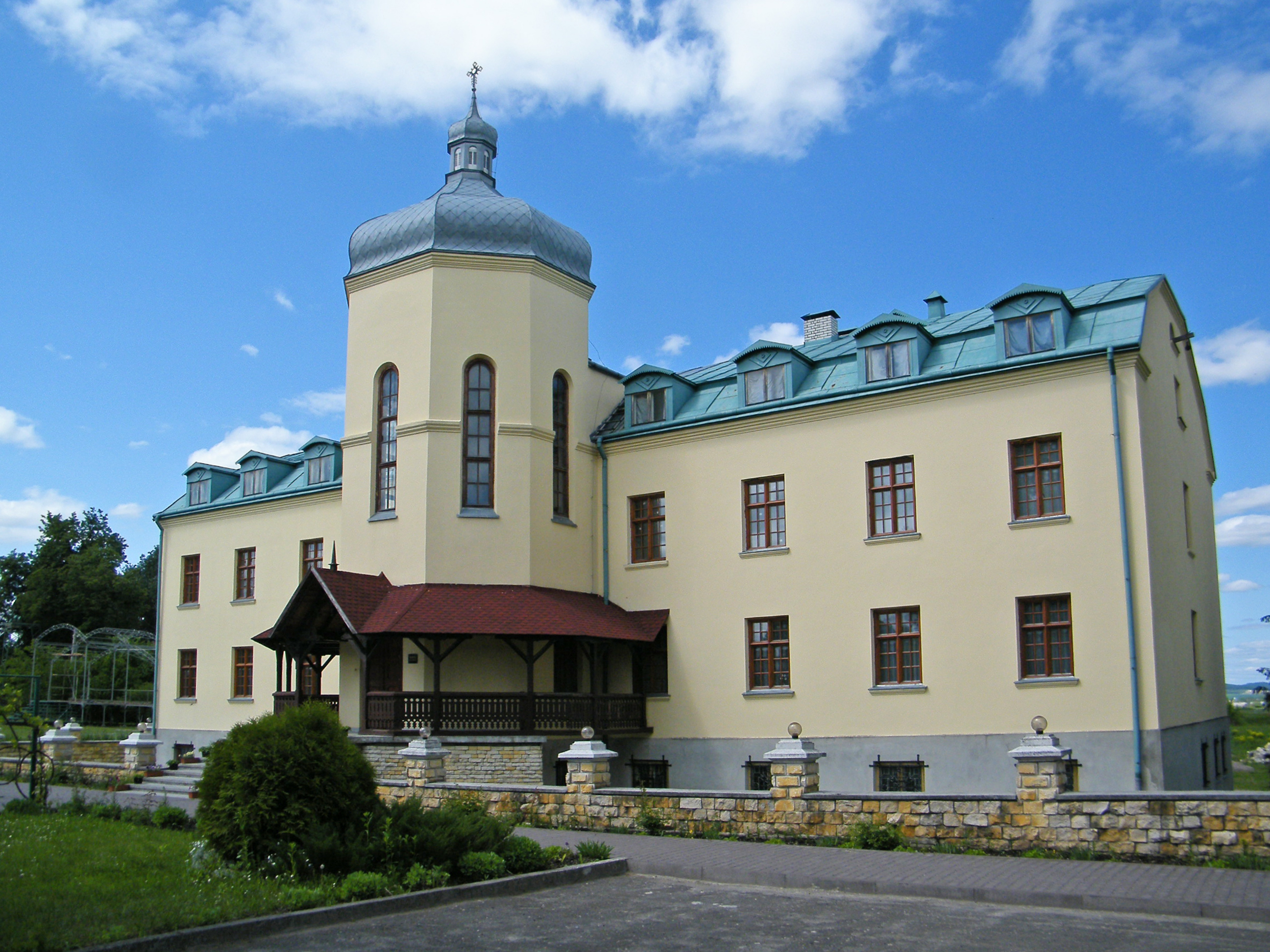
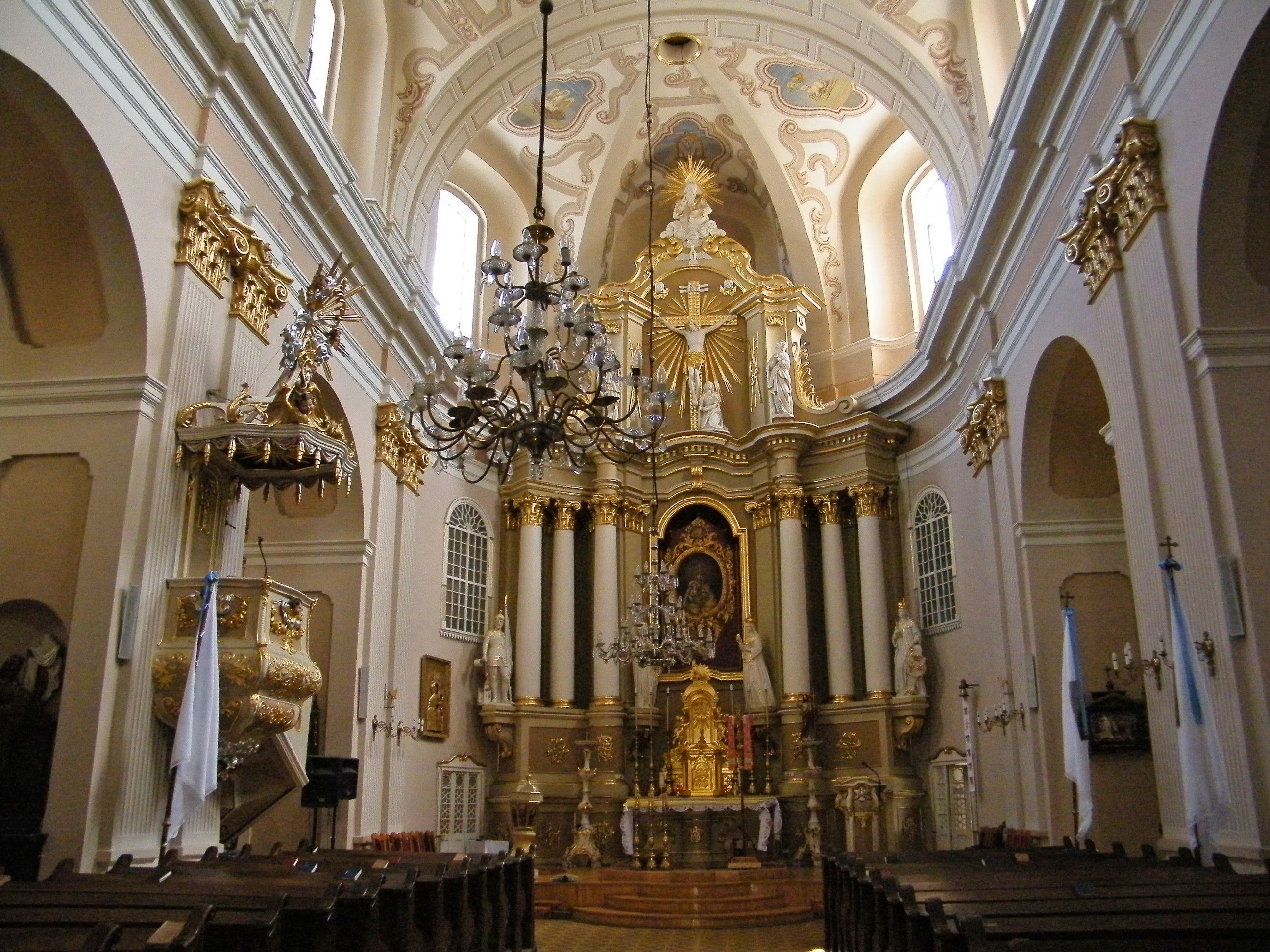
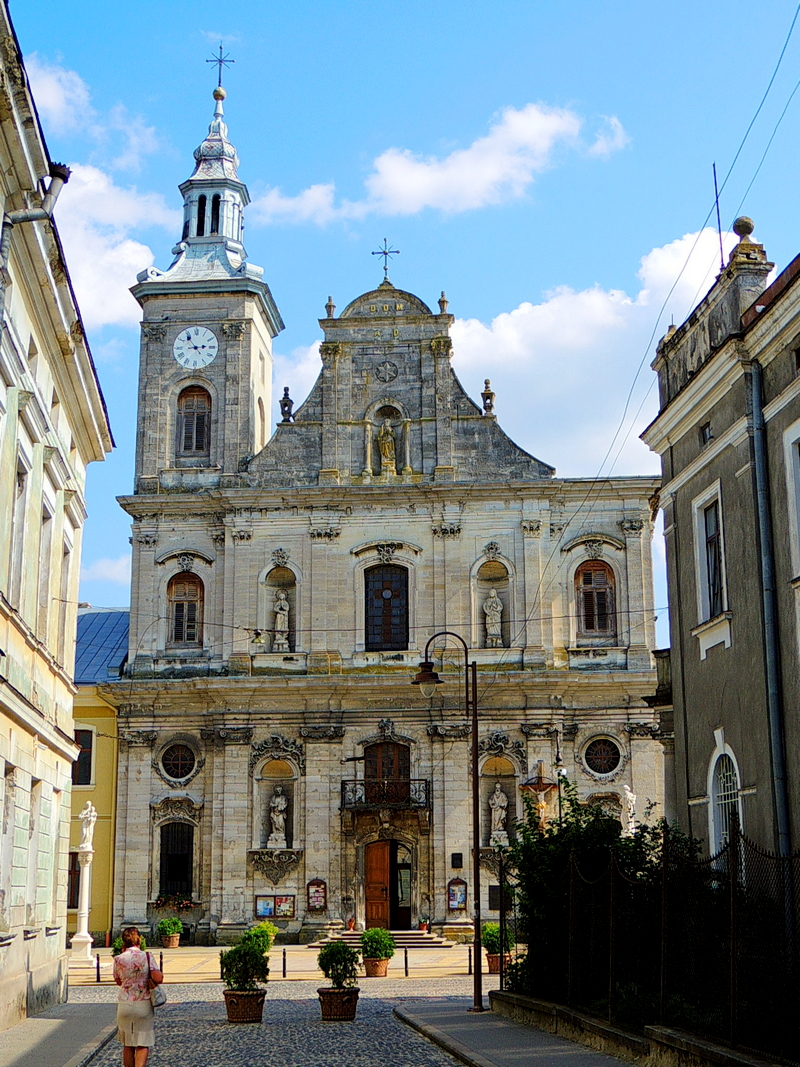
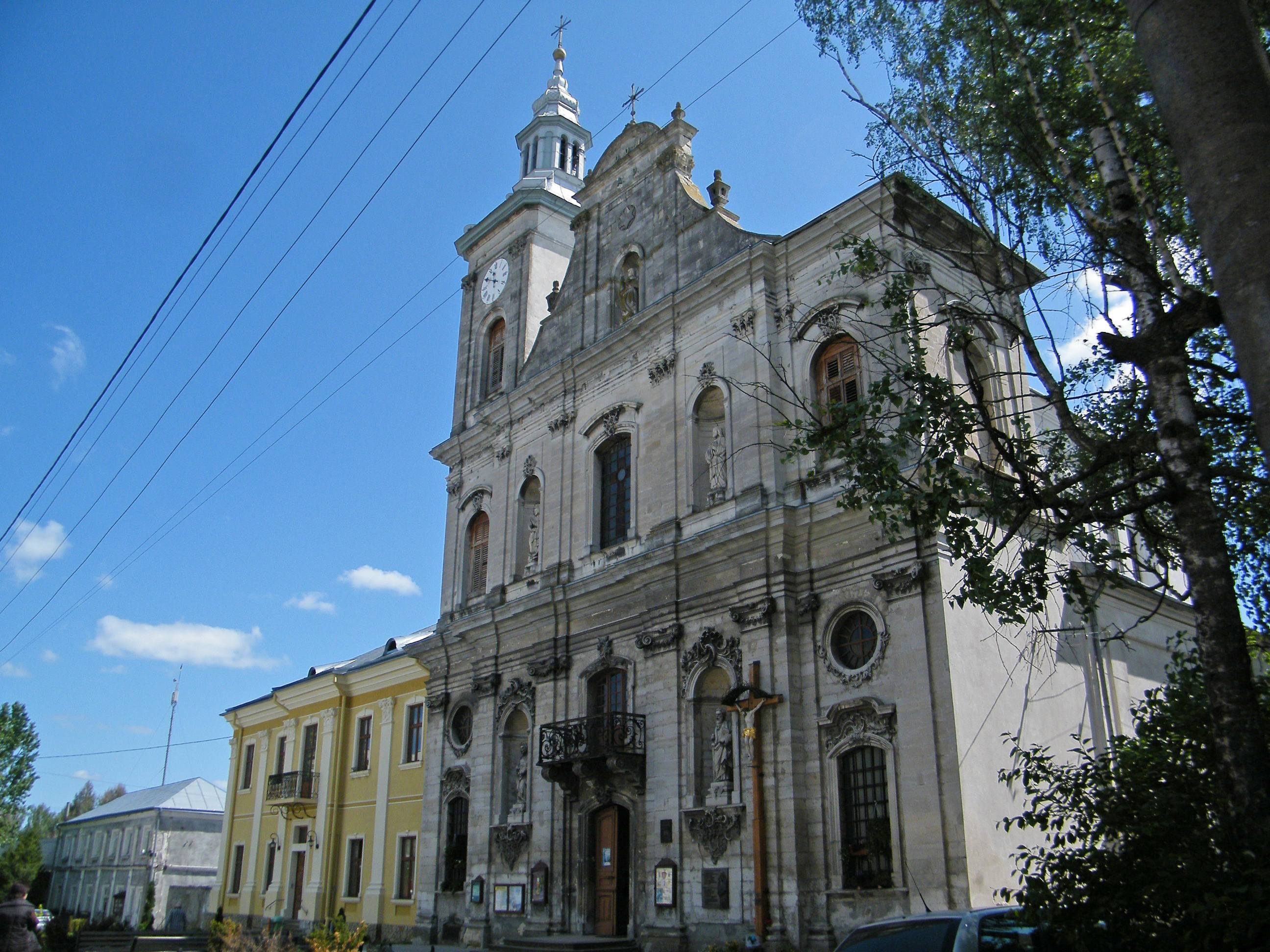
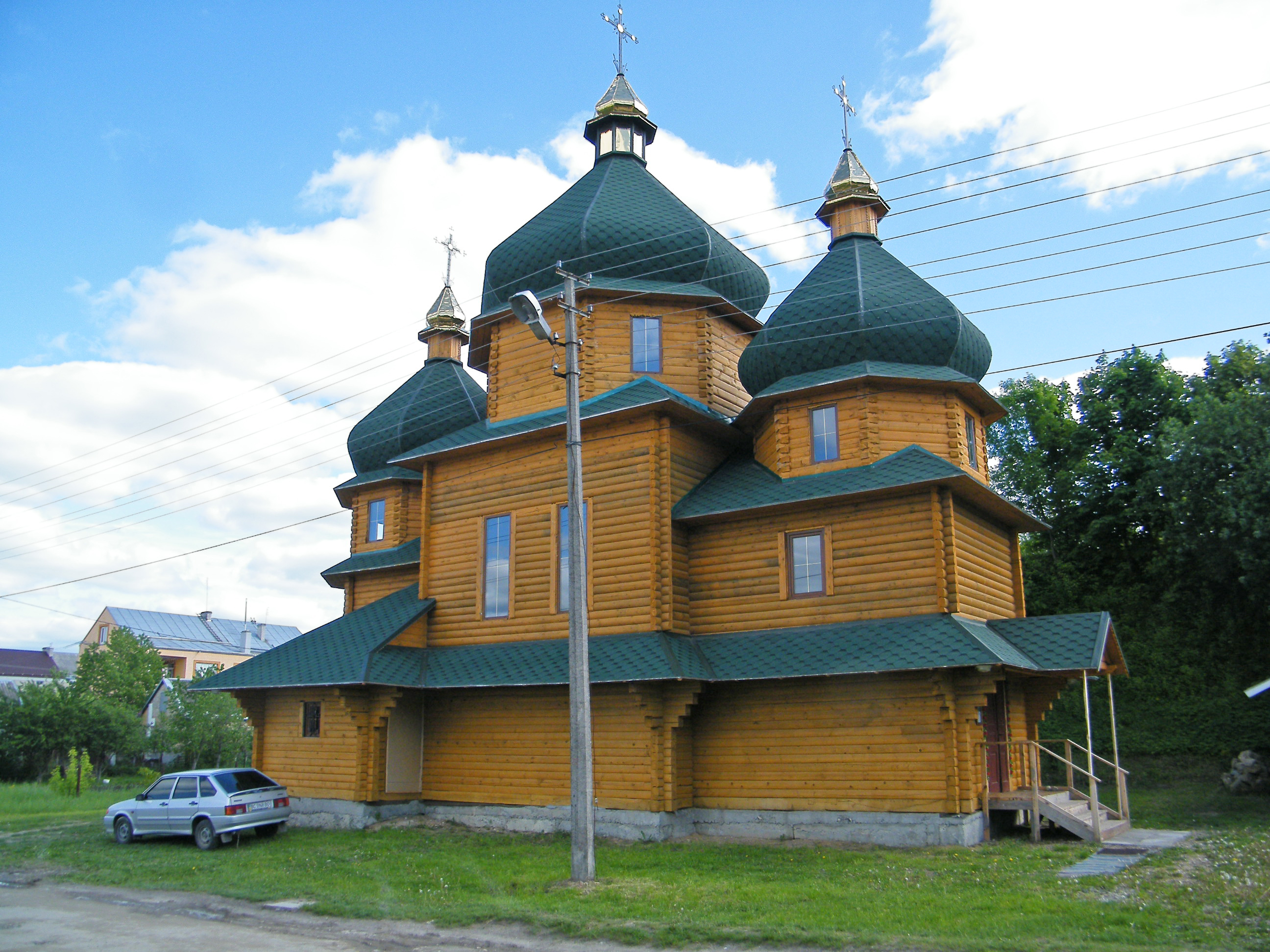
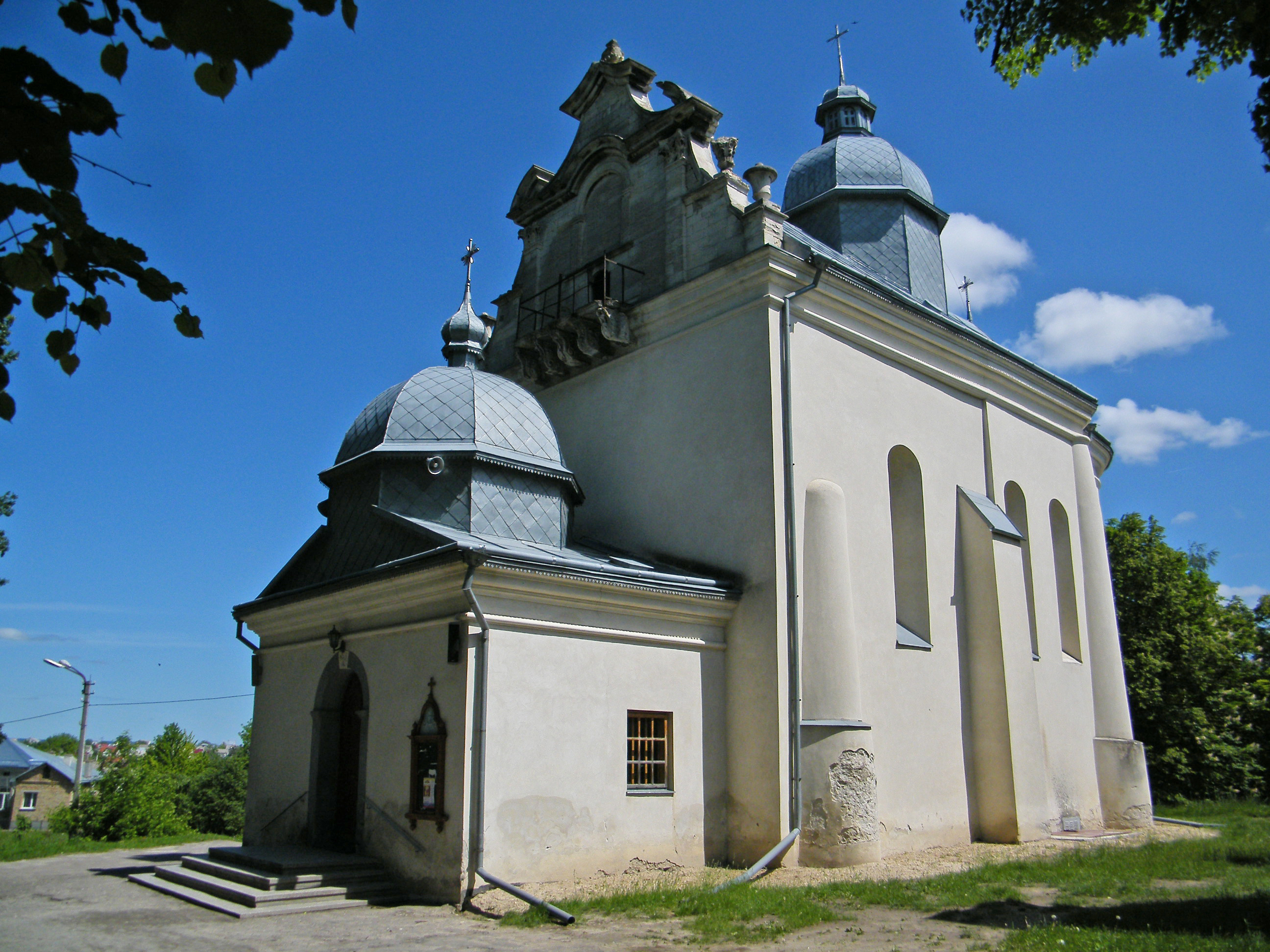
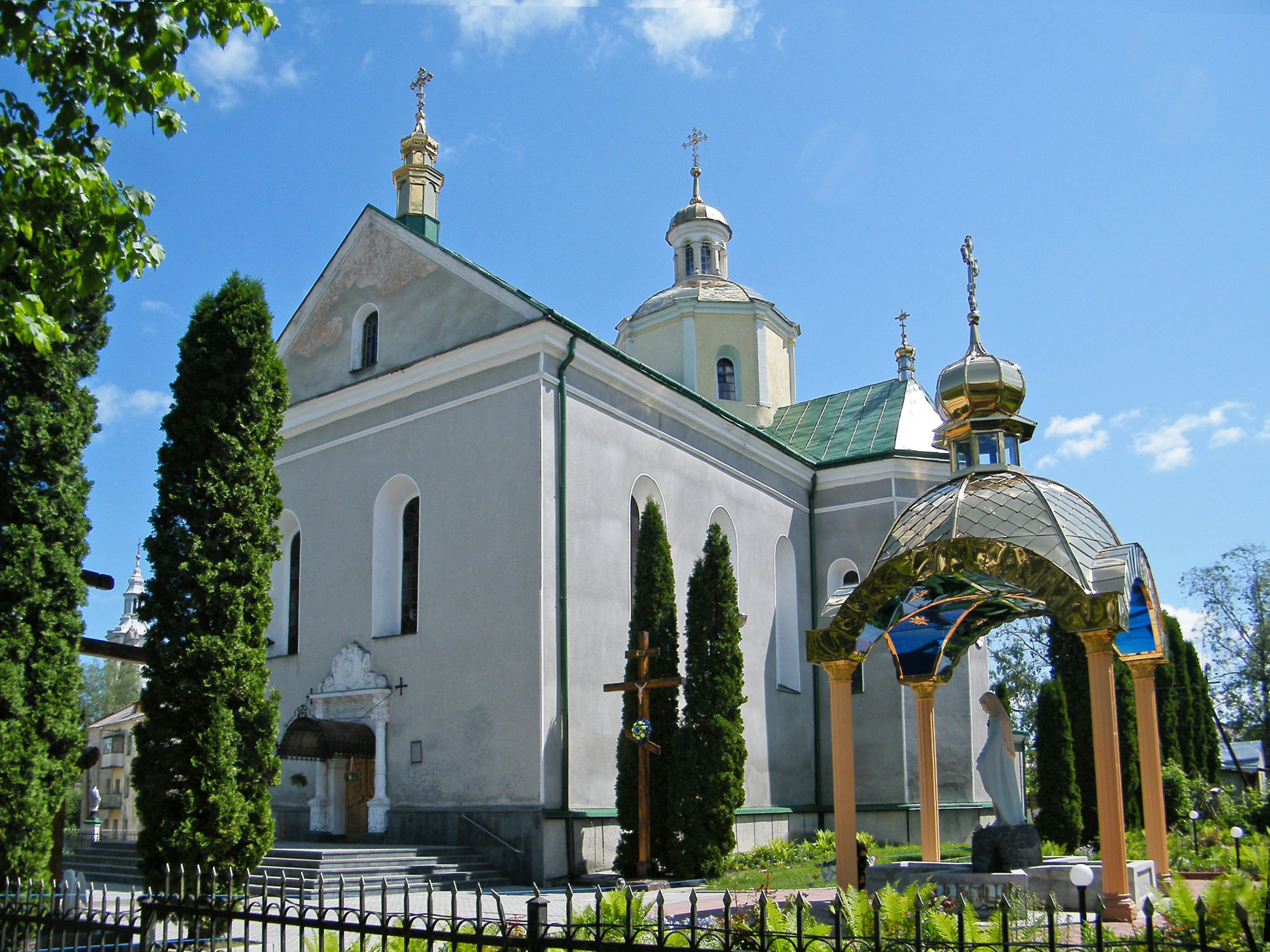
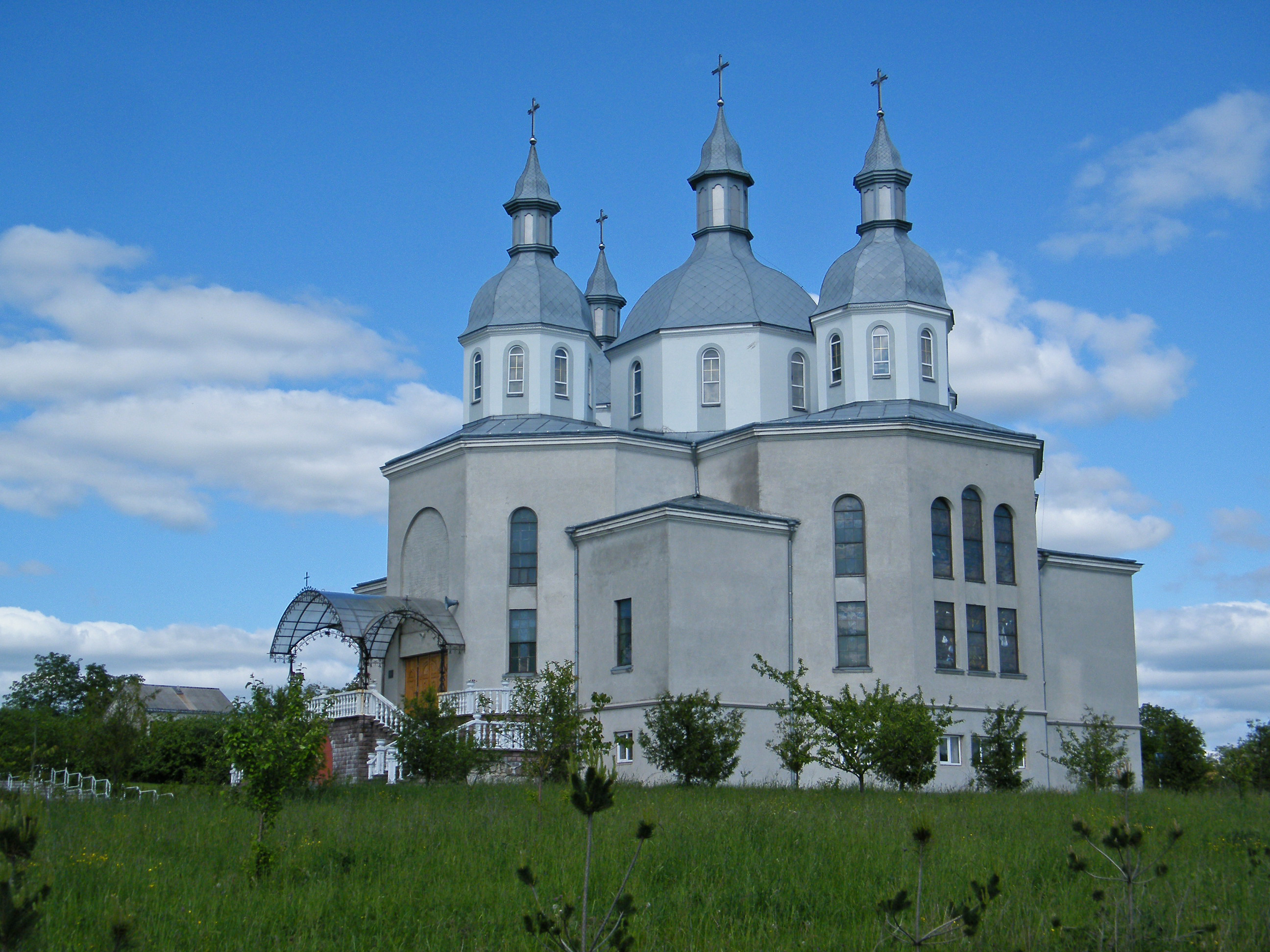
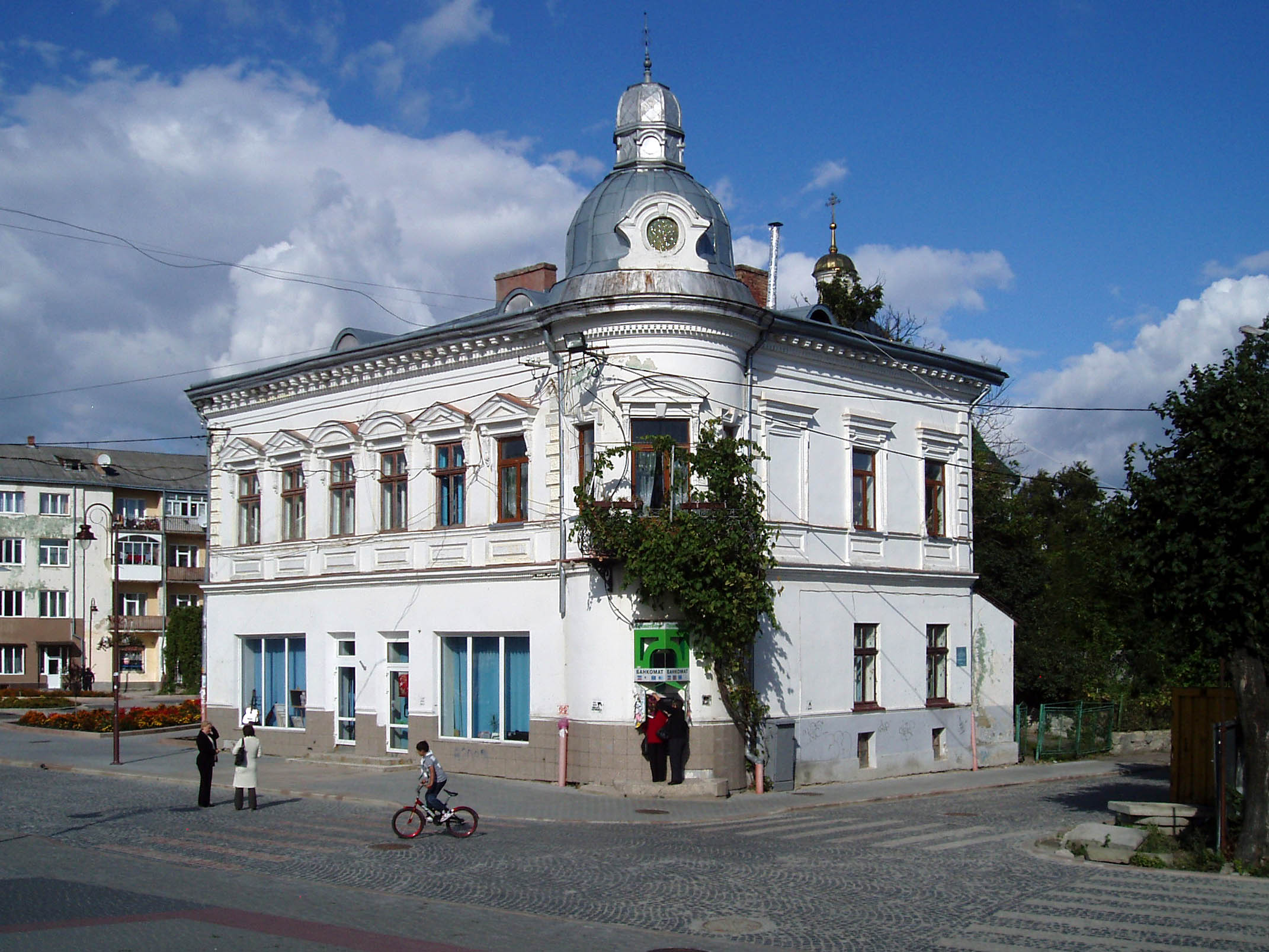
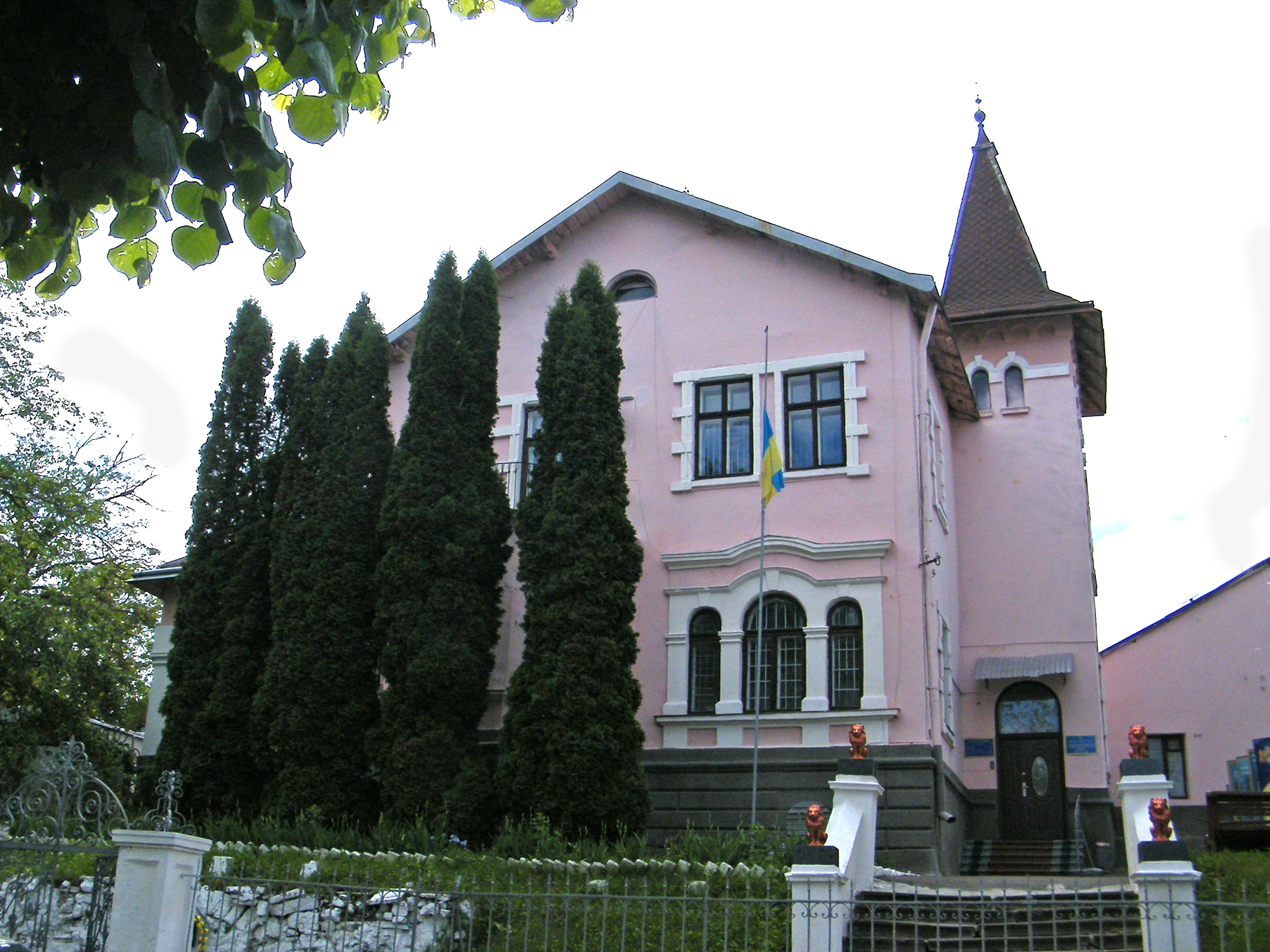
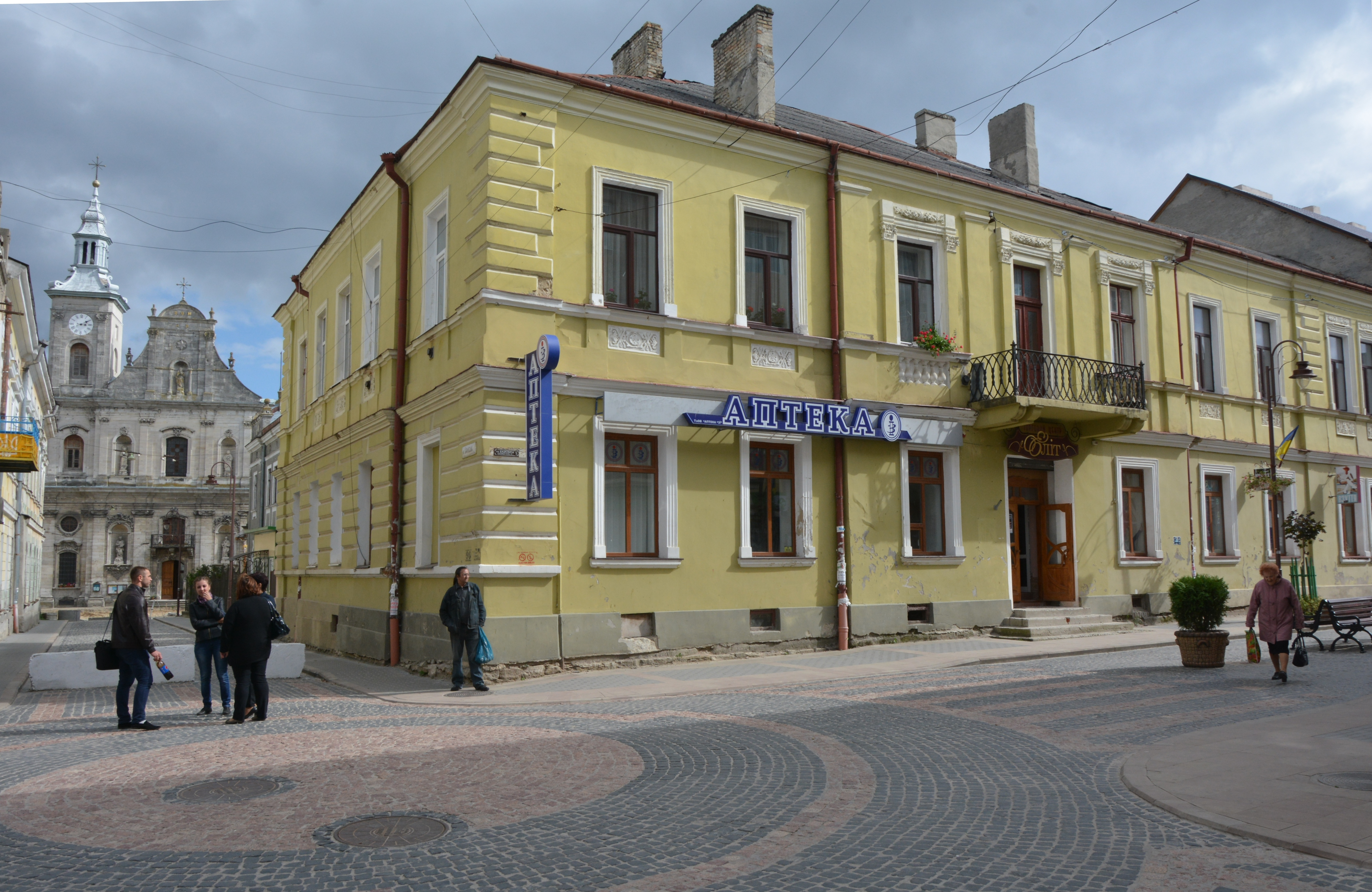
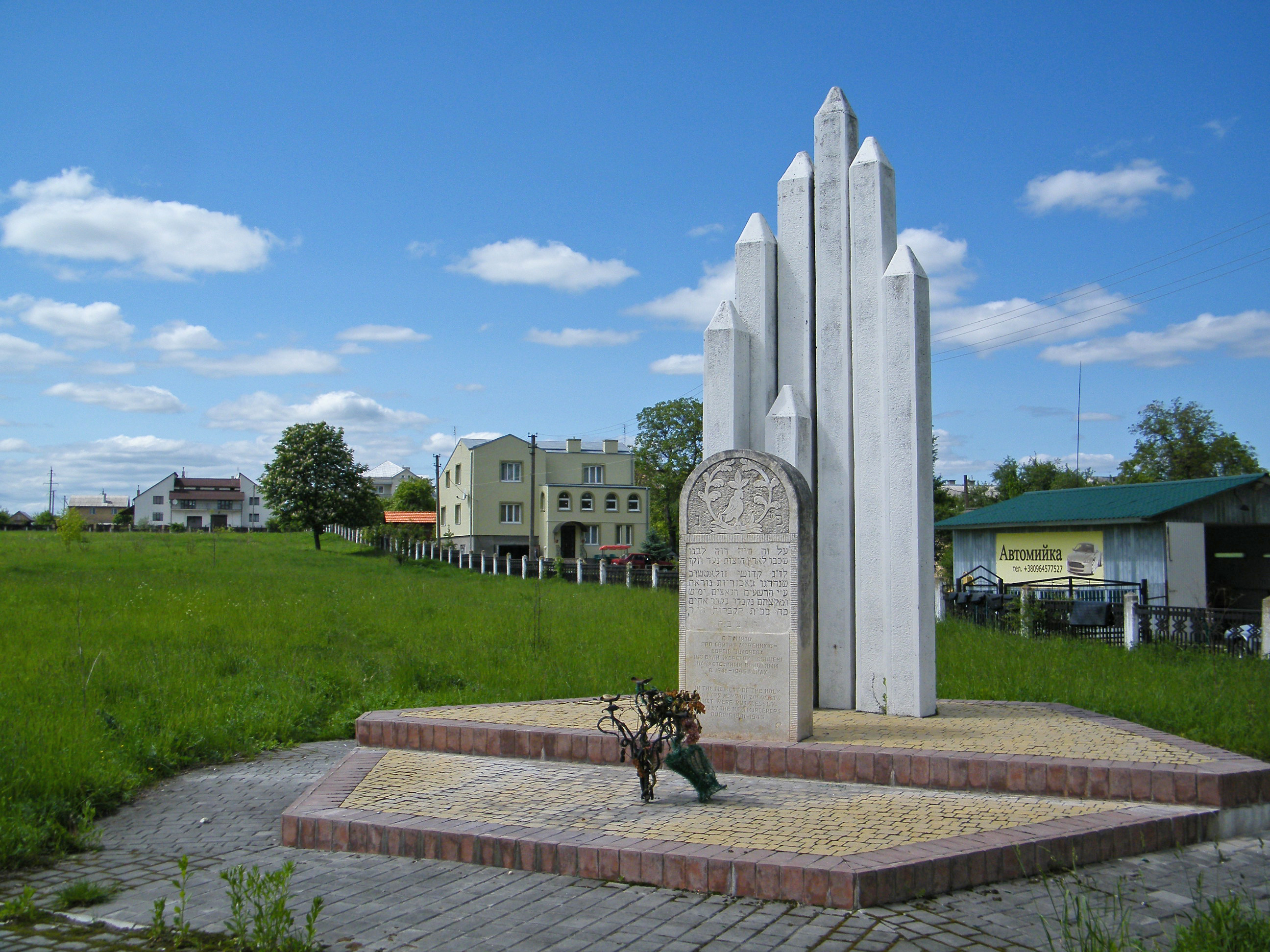
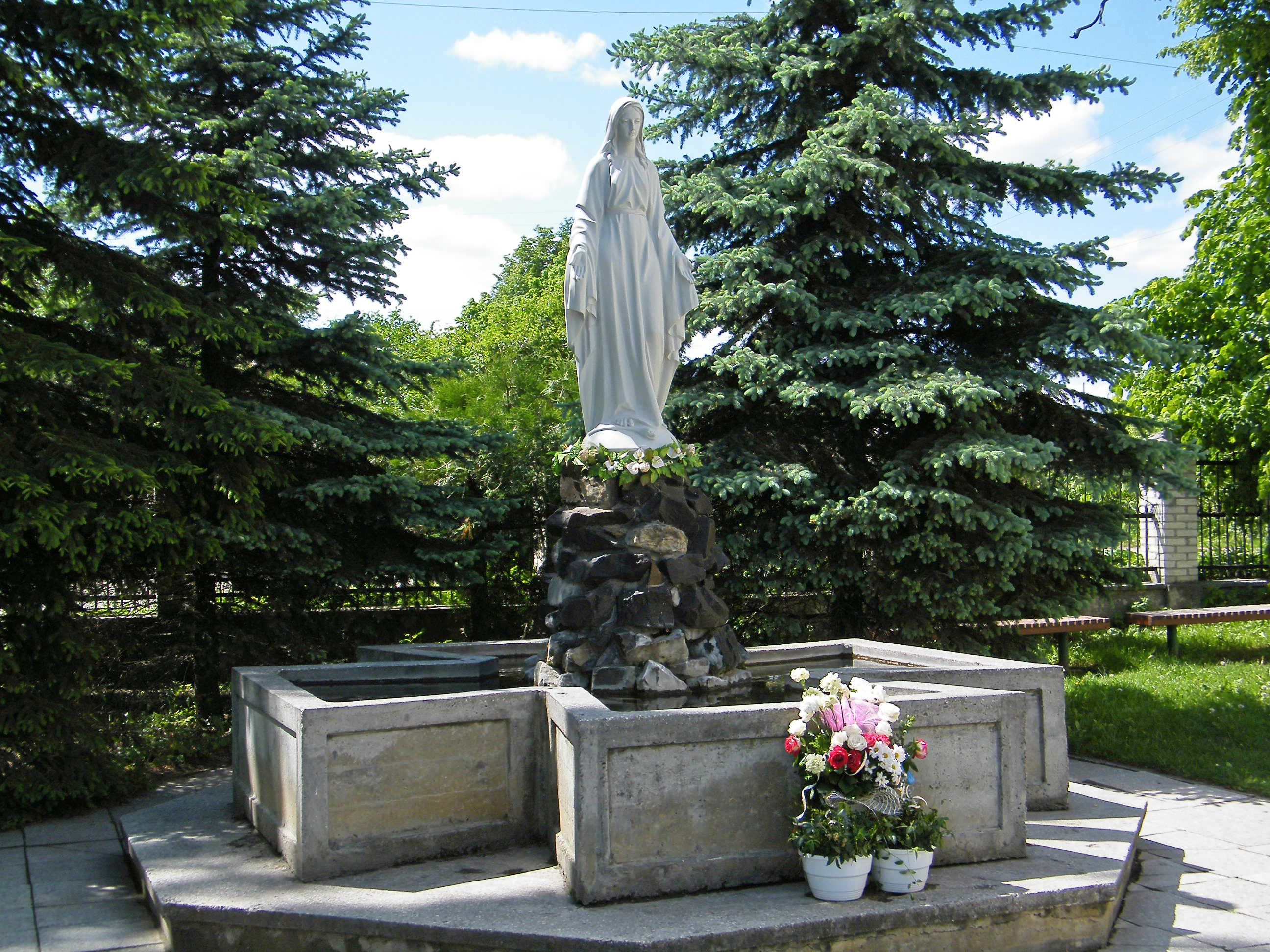